# Leonora Duarte
Sinfonia à 5 Nr. 2 „de Duodesimi toni“
Sinfonia à 5 Nr. 3 „De Primi toni“
Sinfonia à 5 Nr. 4 „Seconda Parte“
Sinfonia à 5 Nr. 5 „De Secondi toni“
Sinfonia à 5 Nr. 6 „Octavi toni (Sopra Sol mi fa sol la)“
Leonora Duarte (* getauft 28. Juli 1610 in Antwerpen; † um 1678) war eine flämische (damals Spanische Niederlande) Komponistin des Barock.

## Leben
Leonora Duarte entstammte einer reichen portugiesisch-jüdischen Kaufmannsfamilie, die sich in Antwerpen niedergelassen hatte. Sie hatte dank ihrer Herkunft beste Kontakte zur Oberschicht, bis hin zur englischen Aristokratie. Leonora und ihr Bruder Diego Duarte (1612–1691) müssen eine umfangreiche musikalische Ausbildung auf der Gambe, der Laute und dem Cembalo erhalten haben.
Das herrschaftliche Haus der Duartes, die auch Kunstsammler waren, war der Austragungsort zahlreicher Konzerte und Theatervorführungen, die Leonora gemeinsam mit ihrem Bruder und bekannten Musikern der Zeit, wie Nicholas Lanier, veranstaltete.
Mit dem ebenfalls aus Antwerpen stammenden Diplomaten, Dichter und Komponisten Constantijn Huygens hatten beide Geschwister einen regen Schriftverkehr. Beide waren ebenfalls als Komponisten tätig. Während von Diego kein Werk erhalten ist, existieren von Leonora Duarte sieben Sinfonias, die im Prinzip kleine Fantasien für Gambenkonsort sind. Die Bibliothek des Christ Church College in Oxford ist im Besitz einer Abschrift dieser Werke.